# Jerzy Kawalerowicz
Jerzy Franciszek Kawalerowicz (Hvizdets, 19. siječnja 1922. – Varšava, 27. prosinca 2007.) bio je poljski filmski redatelj i scenarist armenskog podrijetla.
Poznat je po snažnoj, detaljno orijentiranoj fotografiji i dubini ideja u svojim filmovima. Nakon rada kao pomoćnik redatelja, svoj redateljski debi imao je s filmom Seoski mlin (Gromada, 1952.). Bio je vodeća figura Poljske filmske škole, a njegovi filmovi Sjena (Cień, 1956.) i Noćni vlak (Pociąg, 1959.) predstavljaju neka od najboljih ostvarenja tog pokreta.
Ostala zapažena Kawalerowiczeva djela su Majka Ivana Anđeoska (Matka Joanna fondova aniolów, 1961.) i adaptacija povijesnog romana Boleslawa Prusa, Faraon (1966.), koji je bio nominiran za Oscara za najbolji strani film.
1976. godine bio je šef žirija na 26. Berlinskom filmskom festivalu. Dvije godine kasnije, njegov film Smrt predsjednika (1977.) osvojio je Srebrnog medvjeda za iznimi umjetnički doprinos.
Umro je 27. prosinca 2007. u Varšavi. Njegov posljednji film, Quo Vadis (2001.), imao je najveći proračun u povijesti poljskog filma.

## Izabrana filmografija
- Seoski mlin (Gromada, 1952.)
- Celuloza (1953.)
- Pod frigijskom zvijezdom (Pod gwiazdą frygijską, 1954.)
- Sjena (Cień, 1956.)
- Pravi kraj velikog rata (Prawdziwy koniec wielkiej wojny, 1957.)
- Noćni vlak (Pociąg, 1959.)
- Majka Ivana Anđeoska (Matka Joanna od Aniołów , 1961.)
- Faraon (Faraon, 1966.)
- Maddalena (1971.)
- Smrt predsjednika (Śmierć prezydenta , 1978.)
- Susret na Atlantiku (Spotkanie na Atlantyku, 1980.)
- Austeria (1983.)
- Quo Vadis (2001.)

## Vanjske poveznice
- Jerzy Kawalerowicz u internetskoj bazi filmova IMDb-u (engl.)
- Jerzy Kawalerowicz  Arhivirana inačica izvorne stranice od 5. ožujka 2016. (Wayback Machine) na Filmski leksikon